# Adolf Christian
Adolf Christian (Wenen, 3 juni 1934 — aldaar, 8 juli 1999) was een Oostenrijkse profwielrenner. Zijn belangrijkste resultaat behaalde hij in 1957, toen hij na Jacques Anquetil en Marcel Janssens als derde eindigde in de Ronde van Frankrijk.

## Belangrijkste resultaten

### als amateur
1954
- nationaal wegkampioen
- 1e Wenen-Grabenstein-Gresten-Wenen
- 1e Wenen-Graz-Wenen
- 1e Österreich Rundfahrt
- Uniqa Classic

1955
- 1e GP Vorarlberg

### als prof
1955
- 1e Wenen-Boedapest-Wenen
- 1e Graz Rundfahrt
- 1e Wenen-Grabenstein-Gresten-Wenen

1956
- Uniqa Classic

1957
- 3e Ronde van Frankrijk

1962
- 1e Ronde van Hongarije

## Resultaten in voornaamste wedstrijden
| Jaar | Ronde van Italië | Ronde van Frankrijk | Ronde van Spanje |
| ---- | ---------------- | ------------------- | ---------------- |
| 1957 |                  | ↑                   |                  |
| 1958 |                  | 28e                 |                  |
| 1959 | 68e              | 41e                 |                  |
| 1960 |                  | opgave              | opgave           |

| Jaar | Milaan-San Remo | Gent-Wevelgem | Ronde van Vlaanderen | Parijs-Roubaix |  | WK op de weg |
| ---- | --------------- | ------------- | -------------------- | -------------- |  | ------------ |
| 1957 | 74e             | 17e           | 84e                  |                |  | 38e          |
| 1958 | 10e             |               |                      |                |  |              |
| 1959 | 35e             |               |                      |                |  | 32e          |
| 1960 | 118e            |               |                      | 60e            |  |              |